# Delfina Bunge
Pour les articles homonymes, voir Bunge.
Delfina Bunge de Gálvez, née à Buenos Aires le 24 décembre 1881 et morte à Alta Gracia, Córdoba le 30 mars 1952, est une écrivaine, poétesse, essayiste et philanthrope argentine. 

## Œuvres publiées
- Simplement (poésie en français), París, Alphonse Lemerre, 1911.
- El Arca de Noé: libro de lectura. Segundo grado, Buenos Aires, Cabaut, 1916.
- Cuentos de Navidad, (Cuento:  El oro el incienso y la mirra de D.B.) junto a otros cuentistas, Buenos Aires, sin edición, 1917.
- La Nouvelle moisson, (poésie en français), Buenos Aires : Cooperativa Editorial Limitada, 1918.
- Poesías, Buenos Aires : Ediciones Selectas América, 1920.
- Tierras del mar azul, viajes, Buenos Aires, América Unida, 1920.
- El Alma de los niños, religión, Buenos Aires : Agencia General de Librería y Publicaciones, 1921.
- Las Imágenes del infinito, ensayo, Buenos Aires : Agencia General de Librería y Publicaciones, 1922. (Premio Municipal)
- El Tesoro del mundo, Buenos Aires : Mercatali, impr., 1923.
- Oro, incienso y mirra, religión, Buenos Aires, Mercatali, (Maubé?), 1924.
- Los Malos tiempos de hoy, Buenos Aires, Buenos Aires, 1926.
- Escuela: lecturas escolares para tercer grado, escrito junto a Julia Bunge, Buenos Aires, Cabaut, 1933.
- Hogar, junto a Julia Bunge, Buenos Aires, Cabaut, 1933.
- Lectura para cuarto grado escolar. Buenos Aires: Cabaut, 1933
- Hogar y patria:, libro de lectura para 5º grado, Es el "Libro quinto" de la serie: *"Lecturas graduadas". - Incluye una "Carta Epílogo" del Dr. Ernesto Padilla, Buenos Aires, H.M.E., 1933.
- El Reino de Dios, Buenos Aires : Santa Catalina, 1934.
- Oro, incienso y mirra, cuentos, 2da Edición, Buenos Aires, Cabaut y Cía., 1935.
- La Belleza en la vida cotidiana, ensayos, Santiago de Chile, Ercilla, 1936.
- Lecturas, cuarto grado escolar, Buenos Aires, Cabaut, 1936.
- Iniciación literaria, Buenos Aires, H.M.E., 1937.
- Nociones de religión católica: catecismo único: mi primer libro de religión, [s.l.] : [s.n.], 1938.
- Viaje alrededor de mi infancia. ensayo Buenos Aires. Imp. López. 1938.
- Dios y yo, folleto 64p., Buenos Aires, El Libro, 1940.
- Catolicismo de Guerra,  (Folleto, 16p.), Buenos Aires, 1942.
- Las Mujeres y la vocación, Buenos Aires, Poblet, 1943.
- La Vida en los sueños, Buenos Aires, Emecé, 1943, 1951.
- En Torno a León Bloy : Algunos aspectos de la vida y la muerte de León Bloy, Biografías, Buenos Aires : Club de Lectores, 1944.
- Cura de estrellas, (máximas), Buenos Aires : Emecé, 1949.
- Viaje a rededor de mi infancia, Buenos Aires, Peuser, 1956.
- Poesías, prol. José Enrique Rodó y Alfonsina Storni, trad. , (s.l.) : (s.n.), (19--).
- Seis villancicos de Navidad y Reyes, (s.l.) : (s.n.), (19--).

## Ses traductions
- Delfina Bunge de Gálvez a fait des traductions de Guillaume Apollinaire, Louis Aragon, Georges Duhamel, Henri Michaux et Paul Éluard.